# 박경호 (1898년)
박경호(朴慶浩, 일본식 이름: 香村實가무라 마코토, 1898년 ~ 1979년)는 일제강점기, 대한민국의 피아니스트, 지휘자, 음악평론가이다.

## 생애
평양의 개화된 개신교 가정에서 태어나 서양음악을 일찍부터 접했다. 경성부 경신중학교와 평양의 숭실전문학교를 졸업하고 중국으로 유학, 난징의 금릉 대학에서 수학했다.
이후 미국으로 건너가 오하오주 신시내티 대학에서 음악을 전공한 뒤 귀국하였고, 이화여자전문학교 교수로 근무했다. 1930년대 피아노 연주자와 교향악단 지휘자 등으로 활발히 활동하였으나, 교통사고로 팔을 다치면서 이후로는 연주를 하지 못하게 되었다.
광복 후 미국으로 시찰을 갔다가 정착하여 미국의 소리 방송에서 근무했다. 독실한 기독교 신자로서 평생 의료봉사 활동 등에도 많은 정성을 기울였다.
1937년 홍난파, 현제명 등과 함께 개량주의 성향이 짙은 조선문예회에 가입 한 것을 시작으로, 일제 강점기 말기에 친일 행적이 확인된다. 조선총독부의 후원으로 총독부 사회교육과장인 김대우의 감독 하에 발족한 조선문예회에서는 최남선 작사, 이종태 작곡의 〈내일〉을 박경호에게 취입하도록 하고 시연회를 가졌다. 친일 음악단체인 경성후생실내악단의 공연을 보고 〈경성후생실내악단 공연후감〉이라는 글을 《매일신보》에 기고하는 등 친일 평론도 발표했다.
2008년 민족문제연구소가 발표한 민족문제연구소의 친일인명사전 수록예정자 명단 음악 부문에 선정되었으며 2009년 친일반민족행위진상규명위원회가 발표한 친일반민족행위 705인 명단에도 포함되었다.

## 참고자료
- 정규복 (2003년 10월 4일). 《찰나와 영겁》. 서울: 국학자료원. 146~148쪽쪽. ISBN 8954101127.